# روني سبيكتور
روني سبيكتور (بالإنجليزية: Ronnie Spector)‏ (من مواليد فيرونيكا إيفيت بينيت؛ 10 أغسطس 1943 - 12 يناير 2022) هي مغنية أمريكية. كانت سبكتور هي المغنية الرئيسية في فرقة الروك / البوب الصوتية للفتيات “الرونتس”، والتي قدمت سلسلة من الأغاني خلال أوائل إلى منتصف الستينيات مثل «كن حبيبي»، و «حبيبي، أنا احبك». بعد ذلك، بدأت سبيكتور مسيرتها المنفردة وأصدرت منذ ذلك الحين خمسة ألبومات (سيرين في عام 1980، وشئ ما سيحدث في عام 2003، وآخر نجوم الروك في عام 2006، والقلب الإنجليزي في عام 2016) ومسرحية ممتدة واحدة (هي محادثات مع قوس قزح في عام 1999).
في عام 1986، عادت سبيكتور إلى الحياة المهنية عندما ظهرت في أغنية موسيقى البوب روك التي رشحها إدي موني بعنوان «خذني إلى المنزل الليلة» والتي احتلت المركز الرابع في Billboard Hot 100. وقد غنت وتعاونت مع عدة أعمال أخرى. يُطلق على سبيكتور «الفتاة السيئة للروك أند رول» الأصلية. في عام 2007، تم إدخال روني وفرقتها الرونتس في قاعة مشاهير الروك آند رول.

## روابط خارجية
- روني سبيكتور على موقع IMDb (الإنجليزية)
- روني سبيكتور على موقع الموسوعة البريطانية (الإنجليزية)
- روني سبيكتور على موقع ميوزك برينز (الإنجليزية)
- روني سبيكتور على موقع رولينغ ستون (الإنجليزية)
- روني سبيكتور على موقع إن إن دي بي (الإنجليزية)
- روني سبيكتور على موقع أول ميوزيك (الإنجليزية)
- روني سبيكتور على موقع ديسكوغز (الإنجليزية)
- روني سبيكتور على موقع قاعدة بيانات الفيلم (الإنجليزية)
- روني سبيكتور على موقع كينوبويسك (الروسية)